# Knezić Károly
Knezić Károly (Karlo Knezić, magyarosan Knézitsként vagy Knezichként említik, ami más szláv családnevek esetében is szokásos volt akkoriban) (Nagygordonya, Horvátország, 1808. szeptember 6. – Arad, 1849. október 6.) honvéd vezérőrnagy, az aradi vértanúk egyike.

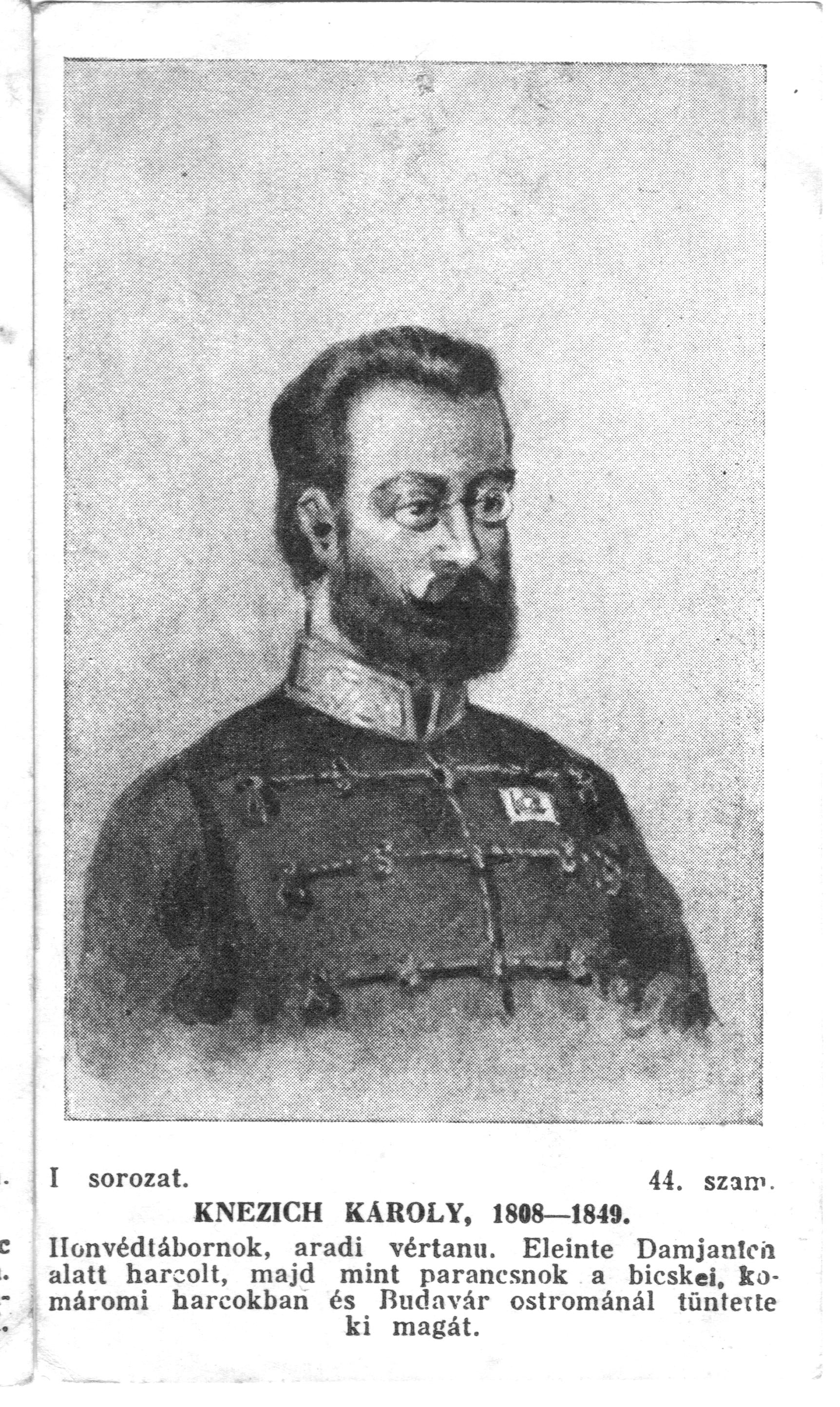
Knezić Károly emléke az 1920-ban készült képeslap sorozatban

## Élete

### Családja
Édesapja Knezić Fülöp horvát származású, de osztrák szolgálatban álló határőrtiszt volt, édesanyja magyar, Benkő Borbála, aki rokonságban állt a híres Latas Mihállyal, az osztrák hadseregből később megszökött tiszttel, aki Omer pasa néven török hadvezér lett.
Knezić Grazban végezte el a katonaiskolát. Pályafutásának elejéről vajmi keveset tudunk. Valamikor az 1840-es évek elején helyezhették át Egerbe, 1842. július 14-én eljegyezte Kapitány Mihály egri szenátor Katalin leányát (†1853). 1844 júniusában kötöttek házasságot az egri főszékesegyházban – ez időben Knezić már főszázados volt. Házasságukból két leány született:
- Olga (1845 - Miskolc, 1898. május), aki Gröber József felesége lett
- Irén (1847 – Eger, 1882.augusztus), aki sógorához, Gröber Sándorhoz ment feleségül.

### Katonai pályája
Az 1848. március 15-ei forradalom után felajánlotta szolgálatát a magyar seregnek. Először a bányavárosokba küldték zászlóaljával a szlovák nemzeti mozgalom elfojtására. Részt vett a szerbek elleni hadjáratban, 1849 februárjában Törökszentmiklós környékén tevékenykedett. Várkony alatt találkozott Damjanich Jánossal. A tápióbicskei csatában ő foglalta el a Tápió hídját, a Komárom melletti csatában pedig a sáncokat. Részt vett az isaszegi és a nagysallói csatában is.
Katonai sikereinek köszönhetően gyorsan emelkedett a ranglétrán, Damjanich János lábtörése után vezérőrnaggyá és a harmadik hadtest főparancsnokává nevezték ki, e minőségében vett részt Buda ostromában.
A peredi csata után Görgei Artúr leváltotta. Kossuth Lajos kinevezte a felső-tiszai hadtest parancsnokává, majd a Honvédelmi Minisztériumban szolgált. Kossuth kiszemelte Erdély kormányzójának posztjára is, de a hadi helyzet romlásával inkább egy rögtönzött hadosztály élére állították.

### Világos után, Arad
Világosnál tette le a fegyvert. Amikor bekerült az aradi börtönbe, a felesége eleinte szorgalmasan látogatta, de az egri szüret közeledvén, Knezićné szeptember végén elköszönt férjétől, és hazament szüretelni.
Egy valamit mégis köszönhetünk Knezićné sajátosan és sajnálatosan gyors távozásának. A hadbíróság az utolsó kihallgatáson elkobozta a tábornokoktól a kitüntetéseiket. Knezić azonban, aki a szolnoki csatáért megkapta a III. osztályú és az április 26-i komáromi csatáért a nagyon ritkán adományozott II. osztályú katonai érdemrendet, nem tudta beszolgáltatni, mert elküldte azokat feleségével Egerbe, a lányainak. Az érmek ma egy-egy dédunokájánál vannak Egerben, illetve Budapesten.

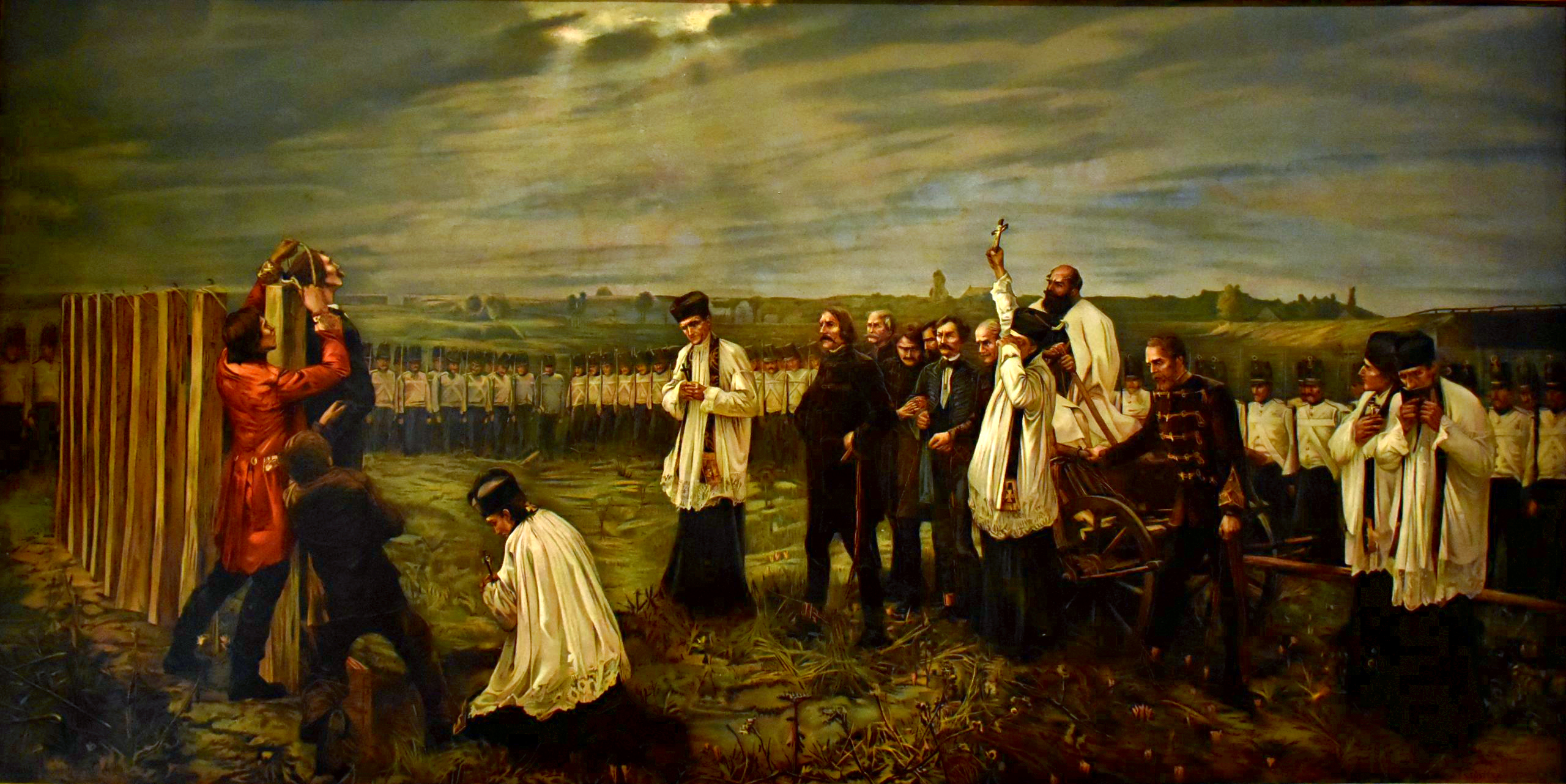
Thorma János: Az aradi vértanúk kivégzése

Kötél általi halálra ítélték, nyolcadik volt a kivégzettek sorában (negyedik a kötél által kivégzettek közül).
Csontjai 1932-ben, az aradi árvíz idején kerültek elő. Jelenleg az emlékoszlop kriptájában nyugszik.

## Emlékezete
- Életéről 1998 tavaszán dr. Bodó László egyetemi tanár jelentetett meg lírai elemekkel átszőtt könyvet a Dobó István Vármúzeum kiadásában.
- Hajagos József: Knezic Károly tábornok, a szabadságharc horvát vértanúja, Line Design Kft., Bp., 2023 [az első tudományos igényű monografikus feldolgozás]
- 1998-ban avatták a XIV. kerületi Horvát Óvoda, Általános Iskola, Gimnázium és Kollégium (HOŠIG) épülete előtt mellszobrát, amit Janzer Frigyes készített.[3]
- Utcát neveztek el róla (nevét Knézich Károlynak írva):
  - Békéscsabán,
  - Budapesten,
  - Dunaharasztiban,
  - Egerben,
  - Gödöllőn,
  - Pilisvörösvárott,
  - Vaján.[4]